# Аборт и христианство
Христиане верят, что душа человека возникает в момент зачатия. Христианская традиция осуждает аборты как тяжелый грех. Православная, католическая и часть протестантских церквей считают аборт убийством ребёнка во чреве матери. Протестантские церкви в современный период времени не имеют единой позиции. Ряд протестантских церквей, особенно в Европе и США, допускают возможность аборта по желанию женщины.

## Отношение к аборту в православии
Позиция православных церквей касательно аборта не различается. Официальная позиция Русской православной церкви сформулирована в «Основах социальной концепции»:
 XII.2. С древнейших времён Церковь рассматривает намеренное прерывание беременности (аборт) как тяжкий грех. Канонические правила приравнивают аборт к убийству. В основе такой оценки лежит убеждённость в том, что зарождение человеческого существа является даром Божиим, поэтому с момента зачатия всякое посягательство на жизнь будущей человеческой личности преступно.
Об ответственности отца:

Ответственность за грех убийства нерождённого ребёнка, наряду с матерью, несёт и отец, в случае его согласия на производство аборта.

О праве мужа расторгнуть брак:

Если аборт совершён женой без согласия мужа, это может быть основанием для расторжения брака.

Об ответственности врача:

Грех ложится и на душу врача, производящего аборт. Церковь призывает государство признать право медицинских работников на отказ от совершения аборта по соображениям совести.

Исключительные случаи:

В случаях, когда существует прямая угроза жизни матери при продолжении беременности, особенно при наличии у неё других детей, в пастырской практике рекомендуется проявлять снисхождение. Женщина, прервавшая беременность в таких обстоятельствах, не отлучается от евхаристического общения с Церковью, но это общение обусловливается исполнением ею личного покаянного молитвенного правила, которое определяется священником, принимающим исповедь.

### Отношение к абортивной контрацепции
Согласно официальной позиции Русской православной церкви, использование внутриматочных и гормональных средств контрацепции, имеющих абортивное действие, то есть вызывающие гибель человеческого существа в эмбриональный, переходный или плодный (фетальный) период жизни, приравнивается к совершению аборта.
Из «Основ социальной концепции Русской православной церкви»:

Некоторые из противозачаточных средств фактически обладают абортивным действием, искусственно прерывая на самых ранних стадиях жизнь эмбриона, а посему к их употреблению применимы суждения, относящиеся к аборту.

В заявлении Церковно-общественного совета по биомедицинской этике при Московском патриархате «О грехе детоубийства», принятом в 2000 году, говорится:

Совет по биомедицинской этике констатирует, что все гормональные препараты, а также другие контрацептивные средства, «противозачаточный» эффект которых основан на недопущении имплантации оплодотворённой яйцеклетки, являются абортивными средствами, а их применение равнозначно аборту, так как губит уже начавшуюся жизнь.

## Отношение к аборту в католичестве
Официальная позиция Католической церкви была сформулирована в папской энциклике «Humanae vitae» в 1968 году.
Катехизис католической церкви:
Человеческая жизнь должна пользоваться уважением и защитой в абсолютной мере с момента зачатия. С первого же момента его существования за человеком должны быть признаны все права человеческой личности, среди которых — нерушимое право каждого невинного существа на жизнь. Начиная с I в., Церковь провозглашала моральное зло всякого искусственно вызванного аборта. Это учение не изменилось. Оно остаётся незыблемым. Сознательный аборт, то есть желаемый как цель или как средство, глубоко противоречит нравственному закону. Церковь применяет каноническое наказание отлучения к этому преступлению против человеческой жизни. Тот, кто производит аборт, если цель достигнута, подлежит отлучению (экскоммуникации) latae sententiae (связывающее силой самого закона), уже из-за самого факта совершения преступления.
В 2007 году Папа Римский Бенедикт XVI подтвердил точку зрения, согласно которой аборт — грех. В 2009 году, в связи с дискуссией бразильских архиепископов касательно отлучения матери изнасилованной 9-летней девочки, давшей разрешение на аборт, Конгрегация доктрины веры вновь подтвердила позицию церкви о греховности любых абортов.

## Отношение к аборту в протестантизме
Вплоть до конца 60-х годов XX века позиция протестантских церквей была едина: они осуждали аборт, считая что дитя в лоне матери должно быть под защитой.
Жану Кальвину, одному из вождей Реформации, принадлежит следующее высказывание:

Плод, хотя и сокрытый в утробе матери, уже есть человеческое существо. Поэтому, если его лишают жизни, которой он ещё даже не насладился, то тогда такой поступок есть ничто иное, как величайшее преступление. Если убить человека в его собственном доме — в самом безопасном месте — считается более кощунственным, чем лишить его жизни в поле, то как же мы назовём преступление, когда плод ещё во чреве уже лишается жизни, так и не увидев свет Божий?

Мартин Лютер, основатель Лютеранской церкви, высказывался в защиту зачатого ребёнка:

Несомненно, созданное Богом в этот момент [зачатия], должно быть продолжено в потомстве.

В 1960—1970 годы среди протестантских церквей по вопросу абортов начался раскол. Например, некоторые пресвитериане в США поддержали свободу абортов, за ними последовал ещё ряд церквей. Это, в свою очередь, привело к основанию конфессиональных групп движения «в защиту жизни» (pro-life).
В настоящее время в протестантизме вопрос об абортах является предметом дискуссии. Помимо критиков, встречаются и осторожные сторонники. Лютеранский теолог Пер-Андерс Груннан, осуждая аборты, оговаривается, что «аборт допустим для христиан лишь в том случае, когда жизнь матери находится под угрозой». В целом в лютеранских странах сильны позиции противников абортов. Тем не менее есть лютеране открыто практикующие аборты (например, убитый в церкви доктор Джордж Тиллер)
Многие церкви протестантского мейнстрима США (в отличие от евангельских церквей США) и многие протестантские церкви Европы, хотя не приветствуют аборт как явление в целом, часто принимают право выбора женщины в сложных обстоятельствах. Большинство европейских протестантских богословов не приравнивают нерожденный эмбрион к рождённому человеку. По мнению многих европейских протестантских специалистов по биоэтике, эмбрион, хотя и содержит в себе зародыш человеческой жизни, не равен человеческому существу, если у него ещё не сформированы нервная система, органы и чувства. Данная точка зрения дает основание таким богословам  не приравнивать аборт на ранних сроках беременности к убийству человека, так как в этом случае необходимость защиты человеческой жизни возрастает в зависимости от степени развития эмбриона.

## Покаяние для совершивших аборт
Женщин, сделавших аборт, а также мужчин, принимавших участие в принятии решения об аборте, христиане призывают к покаянию. В Православной и Католических церквях существует таинство покаяния (исповедь), где верующий исповедуется в присутствии священника. В ряде протестантских церквей после аборта также необходимо покаяние, как во время частной исповеди, так и во время общей, где можно сказать о совершённом грехе, не указывая какой именно грех совершён (Аугсбургское исповедание, артикул 11: Об исповеди). 
В покаяние входит также и исправление, насколько это возможно, греховного поступка делом. В случае аборта можно, например, усыновить ребёнка, отговорить кого-либо от аборта, организовать центр помощи беременным и т. д.

## Святые Отцыо зачатии и аборте
Церковный писатель Тертуллиан называл аборт преступлением и приравнивал к детоубийству :

Так как нам раз навсегда запрещено человекоубийство, то не дозволяется истреблять даже зародыш, когда кровь ещё образуется в человеке. Воспрепятствовать рождению человека значит преждевременно умертвить его, и нет различия между тем, исторгает ли кто из тела душу уже рождённую, или уничтожает её рождающуюся. Человек уже и тот, который имеет сделаться человеком; и уже в семени заключается весь плод.

Святитель Василий Великий обличал как тех, кто способствовал абортам, так и женщин, к ним прибегавшим:

…те, которые дают снадобья, вытравливающие младенца, суть убийцы, равно как и те, которые принимают убивающие зародыш отравы.

Святитель Григорий Нисский говорит о существовании человека с момента зачатия:

Поскольку человек, состоящий из души и тела, есть единое, то предполагаем одно общее начало его состава, так что он ни старше, ни моложе самого себя и не прежде в нём телесное, а потом другое. Напротив того, утверждаем, что предведущим Божиим могуществом, согласно с изложенным несколько выше учением, приведена в бытие вся полнота человеческого естества.

## Экстремизм
К христианским террористическим организациям, борющимся против проведения абортов, относится «Армия Бога». Первым человеком, осуждённым в США за убийство производящего аборты врача-гинеколога, был священник пресвитерианской церкви Пол Хилл. Он также был связан с «Армией Бога».